# Entogonia cuprearia
Entogonia cuprearia är en fjärilsart som beskrevs av Achille Guenée 1857. Entogonia cuprearia ingår i släktet Entogonia och familjen mätare. Inga underarter finns listade i Catalogue of Life.